# Rafael Barreno
Rafael Antonio Barreno Martínez (ur. 30 września 1977) – wenezuelski zapaśnik. Dwukrotny olimpijczyk. Zajął dwunaste miejsce w Sydney 2000 i szesnaste w Atenach 2004 w wadze 120–130 kg w stylu klasycznym.
Czterokrotny uczestnik mistrzostw świata, dziewiąty w 2009. Cztery medale na igrzyskach panamerykańskich, srebro w 2011. Dziewięć razy na podium mistrzostw panamerykańskich, złoty medal w 2010. Mistrz igrzysk Ameryki Południowej w latach 1998-2014. Zwycięzca igrzysk Ameryki Środkowej i Karaibów w 2002 i 2010 i igrzysk boliwaryjskich w 1997, 2001 i 2009 roku.